# Каков отец, таков и сын (фильм, 1987)
«Каков отец, таков и сын» (англ. Like Father, Like Son) — американский художественный фильм 1987 года.

## Сюжет
Крис учится в средней школе. У него средняя успеваемость, достойного выступает в школьных командах и любит девушку в школе, которая, иногда, назначает свидания спортсменам. Его отец, известный кардиохирург Джек Хаммонд, хочет, чтобы он поскорее попал в одну из школ Лиги Плюща, где бы он смог заранее начать обучение медицине, но сын из-за плохих отношений с отцом не хочет этого делать. У друга Криса, Триггера, есть дядя, который экспериментировал зельями, помогающими обмениваться телами. Триггер берёт такое зелье и помогает Джеку и Крису поменяться телами.

## В ролях
- Кирк Камерон — Крис Хаммонд
- Дадли Мур — доктор Джек Хаммонд
- Кэтрин Хикс — доктор Эми Ларкин
- Шон Астин — Триггер
- Маргарет Колин — Джинни Армбрюстер
- Autograph — камео